# 52975 Cyllarus
52975 Cyllarus este o planetă minoră (asteroid) din Centaur. A fost descoperită pe 12 octombrie 1998 la Observatorul Național Kitt Peak de Nichole M. Danzl⁠(d) și a fost numită după Cyllarus⁠(d). 
Obiectul prezintă o orbită caracterizată de o semiaxă mare de 26,263356323259 de UAi, o excentricitate de 0,377, o înclinație de 12,636 ° în raport cu ecliptica.